# Измерение позиции данных
Измерение позиции данных — программный механизм защиты от копирования, использующий различие в физическом расположении данных на оптических дисках, созданных по различным технологиям.
Диски, отштампованные на тиражирующем оборудовании, являются точными физическими копиями.
Если же пользователь копирует диск на обычном пишущем CD/DVD устройстве, из-за разброса параметров устройства и различных условий начала процесса записи физическое расположение конкретного блока данных будет отличаться от такового на оригинальном штампованном диске.
Программный модуль защиты может измерить расположение данных (различными способами) и принять решение о блокировке запуска с диска компьютерной программы.
Впервые был использован публично в SecuROM 4.7.